# Rybniště (nádraží)
Rybniště je železniční stanice v katastrálním území Rybniště v okrese Děčín. Stanice leží v železničním kilometru 80,087 neelektrizované jednokolejné železniční trati Děčín–Rumburk mezi stanicí Chřibská a zastávkou Krásná Lípa město ve směru na Rumburk. Stanice leží v nadmořské výšce 465 m.

## Historie
Provoz ve stanice Rybniště byl zahájen 16. ledna 1869, tedy současně se zahájením provozu trati.

## Popis
V roce 2002 bylo ve stanici pět nástupišť. U koleje č 3 bylo zvýšené dlouhé 175 m, u koleje č. 1 dlouhé 203 m zvýšené s pevnou hranou, u koleje č. 2 bylo 170 m dlouhé zvýšené s pevnou hranou a u koleje č. 4 bylo 68 m dlouhé zvýšené s pevnou hranou. Na chřibském a krásnolipském zhlaví mezi kolejemi č. 1 a 2 byly vodní jeřáby. Ve stanici je výpravní budova, depo, budova vodárny a skladiště s rampou.
V letech 2018–2022 byla provedena rekonstrukce trati. Rekonstrukce stanice proběhla v roce 2023.

### Výpravní budova
V roce 1868 byla dokončena výpravní budova podle projektu inženýra Josefa Pavlovského. Dvoupodlažní budova byla členěna lizénami a korunní římsou. Na fasádě byly zdobné novogotické architektonické prvky. Nástupištní veranda byla kovové konstrukce. V roce 1895 byla výpravní budova zvětšena přístavbou přízemní čekárny a byla postavena nová širší nástupištní veranda.